# Дедо III (Лужица)
Дедо III Дебелия (на немски: Dedo III, der Feiste, der Fette, * пр. 27 февруари 1142, † 16 август 1190) от род Ветини е като Дедо V граф на Ветин, от 1144 г. господар на замък Гройч, от 1156/1157 г. граф на Гройч и господар на Рохлиц и от 1185/1186 г. маркграф на Лужица, от 1185 г. граф на Айленбург и маркграф на Ландсберг.
Дедо е син на маркграф Конрад I фон Майсен (1098–1157) и на Луитгард фон Равенщайн, родена фон Елхинген († 1145). От 1144 г. той получа, като осиновен син на леля му Берта, наследничката на Горица, господството Рохлиц с фогтай над манастир Наумбург.
Дедо участва в множество военни походи и дворцови събрания на императиор Фридрих I Барбароса в Италия.
Той води както братята му политика на заселване подарява манастир във Вехселбург (1168) като гробница за своя фамилен клон, т.нар. Дедониди, където е погребан.
След смъртта на брат му Дитрих II през 1185 г. той получава неговото маркграфство Източна марка/Лужица.
Дедо умира на 16 август 1190 г. след несполучлива операция, при която отстранява сланина от тялото си, заради желанието му да участва в поход до Рим и в похода с крал Хайнрих VI против кралство Сицилия (1190–1191).

## Фамилия
Дедо е женен за Мехтхилде от Хайнсберг († 20 януари 1190) и има с нея шест деца:
- Дитрих (* пр. 13 септември 1159, † 13 юни 1207), граф на Зомершенбург и Гройч, също пропст към Магдебург
- Филип (* пр. 13 септември 1159), пропст към Ксантен (1182–1190)
- Конрад II (* ок. 1160, † 6 май 1210), маркграф на Лужица
- Хайнрих († 1174)
- Госвин († 1174)
- Агнес (* ок. 1160/65, † 24/26 март 1195), омъжена за Бертхолд IV фон Андекск, херцог на Мерания († 1204)